# کانا هانازاوا
کانا هانازاوا (花澤 香菜 Hanazawa Kana, زادهٔ ۲۵ فوریه ۱۹۸۹) یک صداپیشه، هنرپیشه و خواننده ژاپنی است. او بیشتر برای صداپیشگی نقش‌های اصلی برای تعداد بیشماری مجموعه تلویزیونی انیمه، بازی‌های ویدئویی و دیگر رسانه‌های مرتبط با انیمه در ژاپن شناخته شده است. هانازاوا حرفهٔ صداپیشگی را از سال ۲۰۰۳ شروع نمود و از سال ۲۰۰۶ به بعد به انجام این کار به صورت حرفه‌ای و ایفای نقش به جای شخصیت‌های اصلی مشغول شد. از نقش‌های برجسته صداپیشگی او می‌توان به نادکو سنگوکو در مونوگاتاری، آنری در دورارارا!!، انجل / کاناده تاچیبانا در انجل بیتز!، مایوری شینا در اشتاینز؛گیت، هیناتا کاواموتو در مارس مثل یک شیر می‌آید، آکانه سونموری در سایکو-پاس، سیریو در آکامه گا کیل!، ریزه کامیشیرو در توکیو غول، و فوئا آیکا در وزش طوفان اشاره کرد. او در سال ۲۰۱۵ برندهٔ جوایز سئییو برای بهترین بازیگر نقش مکمل زن، و همچنین برنهٔ جوایز انیمه نیوتایپ برای بهترین صداپیشه زن در سال‌های ۲۰۱۵، ۲۰۱۷، و ۲۰۱۸ شده است.
اولین تک‌آهنگ او با عنوان «هوشیزورا دستینیشن» (به ژاپنی: 星空☆ディスティネーション) در ۲۵ آوریل ۲۰۱۲ توسط شرکت‌های نشر موسیقی، انیپلکس و سونی میوزیک انترتینمنت عرضه شد.

## پیشه

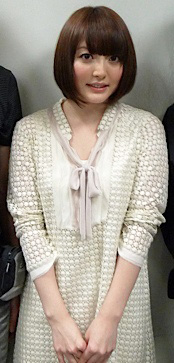
تصویری از کانا هانازاوا در یک مراسم.

هانازاوا حرفهٔ بازیگری را از زمانی که در کودکستان بود آغاز کرد. او به‌طور منظم در برنامه رنگارنگ یاپاری سانما دایسنسی حضور پیدا می‌کرد. او اولین کار صداپیشگی خود را در نقش هولی مادوسین در مجموعه تلویزیونی انیمه آخرین تبعیدی انجام داد. سپس در برنامه تلویزیونی زگاپین، در نقش ریوکو کامیناگی ظاهر شد. او با آژانس صداپیشگی آفیس اوساوا قراردادی امضاء کرد.
هانازاوا در سال ۲۰۰۷ به دانشگاه رفت، و در همان زمان به عنوان یک صداپیشه شروع به کار کرد. او صداپیشگی شخصیت اصلی انیمهٔ کوباتو، سو والیچنکو در تیره‌تر از سیاهی: Gemini of the Meteor، ناده‌کو سنگوکو در مونوگاتاری، انجل/کاناده تاچیبانا در انجل بیتز! و آنری سونوهارا در دورارارا!! را بر عهده داشت. او در سال ۲۰۱۰ به عنوان «بهترین صداپیشه زن» توسط شنوندگان برنامه رادیویی Nonko and Nobita's Anime Scramble (ノン子とのび太のアニメスクランブル) انتخاب شد. او در سال ۲۰۱۱ از دانشگاه فارغ‌التحصیل شد و در همان سال به‌طور تمام وقت به صداپیشگی پرداخت. در اواخر سال ۲۰۱۰، او به کنوانسیون انیمه در جشنواره انیمه آسیا واقع در سنگاپور دعوت شد.
هانازاوا در کودکی، اغلب ترانه‌های آیدل می‌خواند و از طرفداران هلو! پراجکت، به‌ویژه میکی فوجیموتو بود. هانازاوا در حین صداپیشگی برای باکه‌مونوگاتاری، ترانهٔ «جریان عشق» را اجرا کرد که یکی از آهنگ‌های آغازین سریال و آهنگ تصویری شخصیتش، نادکو سنگوکو بود. موفقیت این ترانه بعداً سبب شد که هانازاوا پیشنهادهای بیشتری برای اجرای آهنگ‌های شخصیت‌ها دریافت کند و در نهایت وارد حرفهٔ خوانندگی شد.
هانازاوا برنده بهترین بازیگر نقش مکمل زن در نهمین دوره جوایز سییو شد. او بعداً برنده جایزه بهترین صداپیشه زن در مجلهٔ نیوتایپ شد. هانازاوا در اولین فیلم لایو اکشن خود Kimi ga Inakucha Dame Nanda (君がいなくちゃだめなんだ?, قطعا خوب نیست که اینجا نیستی)
 بازی کرد. ویدئوی او بعداً در نمودار دیسک بلوری اوریکون در رتبه دهم قرار گرفت. هانازاوا در آوریل ۲۰۱۷، به شرکت ضبط ساکرا میوزیک زیر نظر سونی میوزیک انترتینمنت ژاپن نقل مکان کرد.
از سال ۲۰۲۱، و در حال حاضر با شرکت پونی کنیون قرارداد دارد.

## زندگی شخصی
در فوریه ۲۰۱۷، در جریان پخش زندهٔ ترویج آپورچونیتی، و پس از اینکه روزنامه شوکان بونشون ادعاهایی در مورد رابطه هانازاوا منتشر کرد، او تأیید کرد که با کنشو اونو قرار می‌گذارد. در ۸ ژوئیه ۲۰۲۰، آن‌ها خبر ازدواجشان را اعلام کردند.

## مجموعه‌های انیمه
- آخرین تبعیدی - هولی مادوسین
- آکامه گا کیل! - سیریو
- استاینز؛ گیت - مایوری شینا
- مید ساما! - ساکورا هانازونو
- انجل بیتز! - تنشی/کاناده تاچیبانا
- بلسریتر - ایلیئا
- بلک راک شوتر - ماتو کوروی
- پاندورا هارتز - شارون
- تیره‌تر از سیاهی - سو والیچنکو
- سایکو-پاس - آکانه سونموری
- سایکو-پاس ۲ - آکانه سونموری
- سکیری - کوسانو
- بلاد-سی - هیرو سوکیاما
- ددمن واندرلند - شیرو
- دورارارا!! - آنری سونوهارا
- دی-فراگ! - روکا شیباساکی
- توکیو غول - ریزه کامیشیرو
- کوپلیون - آوو فوکاساکو
- کیسیجو: سه نو کاکوریتسو - ساتومی مورانو
- گیلتی کراون - آیاسه شینومیا
- مدرسه زندان - هانا
- وزش طوفان - فوئا آیکا[۱۷][۱۸]
- مونوگاتاری - سنگوکو نادکو
- نام تو - یوکاری یوکینو
- گودزیلا: سیاره هیولاها - یوکو تانی
- سنریو گرل - ناناکو یوکیشیرو
- زندگی شاد شکری - ساتو ماتسوزاکا
- او و گربه‌اش - او
- مارس مثل یک شیر می‌آید - هیناتا کاواموتو
- سگ‌های ولگرد بونگو - لوسی ماد مونتگومری
- شیطان کش: کیمتسو نو یائیبا - میتسوری کانروجی
- پنج‌قلوهای باکلاس - ایچیکا ناکانو
- میکس - هاروکا اویاما
- گلیپنیر - النا آئوکی
- زامبی لند ساگا - مایی‌مایی یوزوریها
- دوره آبی - کینمی میکی
- ظهور قهرمان سپر ۲ - اوست هورایی
- بلیم! - شیبو
- فرزند آب‌وهوا - کانا
- جوجوتسو کایسن ۰ - ریکا اوریموتو
- سوزومه - تسوبامه ایواتو
- شیطان کش - به سوی روستای شمشیرسازی - میتسوری کانروجی
- دیو و جادوگر - آنجلا آن هوول
- سرباز زنجیر شده - رن یاماشیرو

## جوایز
| سال  | جایزه               | رشته                      | نتیجه      | منابع  |
| ---- | ------------------- | ------------------------- | ---------- | ------ |
| ۲۰۱۵ | نهمین جوایز سئییو   | بهترین بازیگر نقش مکمل زن | پیروز      | [ ۱۰ ] |
| ۲۰۱۵ | جوایز انیمه نیوتایپ | بهترین صداپیشه زن         | پیروز      |        |
| ۲۰۱۷ | جوایز انیمه نیوتایپ | بهترین صداپیشه زن         | جایگاه دوم | [ ۱۹ ] |
| ۲۰۱۸ | جوایز انیمه نیوتایپ | بهترین صداپیشه زن         | پیروز      | [ ۲۰ ] |